# Alex Salmond

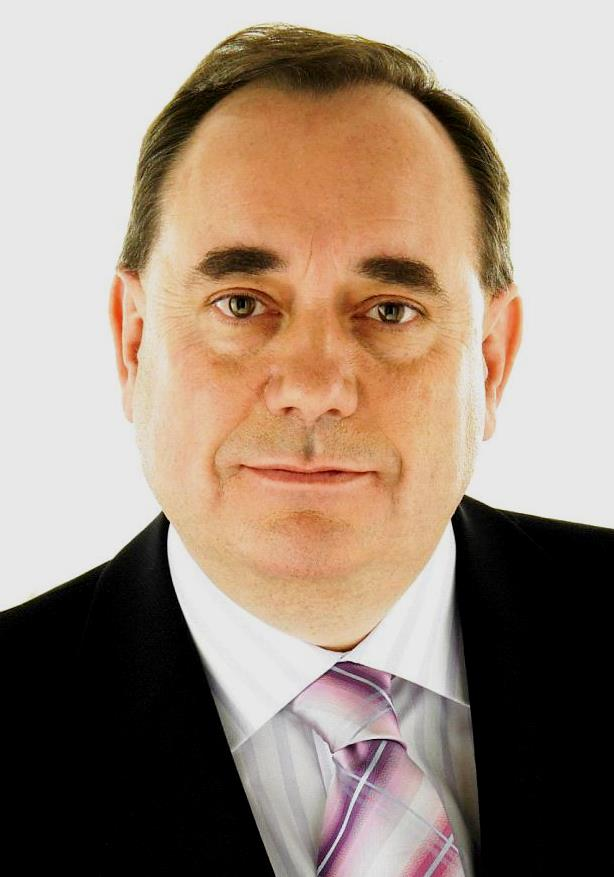
Alex Salmond

Alexander "Alex" Elliot Anderson Salmond (Linlithgow, 31 de dezembro de 1954 – Ocrida, 12 de outubro de 2024) foi um político escocês, que serviu como primeiro-ministro do seu país de 2007 até 2014 e líder do Partido Nacional (Scottish National Party, SNP) de 2004 até 2014. Ele então serviu como líder do Partido Alba de 2021 até sua morte em 2024.
Formado pela Universidade de St Andrews, ele trabalhou como economista no Escritório Escocês e, mais tarde, no Royal Bank of Scotland. Foi eleito para a Câmara dos Comuns do Reino Unido em 1987, servindo como Membro do Parlamento (MP) por Banff e Buchan de 1987 a 2010. Em 1990, derrotou com sucesso Margaret Ewing na disputa pela liderança do SNP. Salmond liderou o partido durante a primeira eleição para o Parlamento Escocês em 1999, na qual o SNP emergiu como o segundo maior partido, com Salmond como Líder da Oposição. Ele foi eleito como Membro do Parlamento Escocês (MSP) por Banff e Buchan na eleição daquele ano. Ele renunciou como líder em 2000 e deixou o cargo de MSP no ano seguinte, quando foi nomeado líder do grupo do SNP em Westminster. Salmond foi reeleito como líder do SNP na disputa pela liderança de 2004, após concorrer em uma chapa conjunta com Nicola Sturgeon. Ela liderou o SNP em Holyrood até Salmond ser eleito para o Parlamento Escocês em 2007 pelo círculo eleitoral de Gordon (posteriormente Aberdeenshire East). O SNP ficou em primeiro lugar, à frente do Partido Trabalhista governante na eleição de 2007 por um assento, com Salmond garantindo um apoio de confiança e fornecimento dos Verdes Escoceses, resultando na nomeação de Salmond como primeiro-ministro.
Em 16 de maio de 2007 foi nomeado Primeiro-ministro da Escócia, cargo equivalente a primeiro-ministro no governo autônomo da Escócia. Salmond liderou um governo minoritário do SNP em seu primeiro mandato. Seu governo aprovou legislação histórica, incluindo a abolição das taxas de matrícula universitária, o fim das cobranças de receitas médicas e o compromisso com a energia renovável. Salmond foi o primeiro primeiro-ministro nacionalista e em seu primeiro mandato, ele não conseguiu obter apoio para um referendo sobre a independência da Escócia devido à falta de apoio suficiente. Na eleição do Parlamento Escocês de 2011, o SNP venceu com uma maioria absoluta, um feito anteriormente considerado quase impossível sob o sistema de membros adicionais usado nas eleições para o Parlamento Escocês. Até 2024, esta é a única eleição na qual um partido conquistou a maioria no Parlamento Escocês. Salmond usou esse mandato para realizar um referendo, o que levou à assinatura do Acordo de Edimburgo e ao referendo de 2014. A campanha do "Sim", liderada por sua vice Sturgeon, foi derrotada no referendo. Como resultado, Salmond renunciou e foi sucedido por Sturgeon. Salmond deixou o parlamento escocês em 2017 e no ano seguinte enfrentou acusações de abuso sexual. Nos anos seguintes, continuou a ser ativo na política escocesa, ainda defendendo a independência do país, desta vez unido ao Partido Alba, que liderou de 2021 a 2024.
Salmond morreu em 12 de outubro de 2024, aos 69 anos de idade. Foi descrito pela STV News como "uma das maiores figuras da política escocesa moderna", homenagens começaram a ser prestadas a Salmond e sua carreira política logo após o anúncio de sua morte. O primeiro-ministro da Escócia, John Swinney, disse que estava "profundamente chocado e triste com a morte prematura", acrescentando que ele "fez uma enorme contribuição para a vida política – não apenas na Escócia, mas em todo o Reino Unido e além".